# Saint-Urcize (station)
La station de Saint-Urcize, parfois appelée Super Blaise, est une petite station de ski située sur le territoire de la commune de Saint-Urcize dans le Cantal. Elle est située au sud-ouest à 4 km du village, le long de la route D 13 et à 2 km du département de l'Aveyron.

## Géographie
En Aubrac et dans l'environnement forestier du bois de Saint-Urcize, les six pistes de ski alpin ont été aménagées sur les pentes de la Quille des Goutals. Le dénivelé maximum y est de 137 mètres.

## Équipements

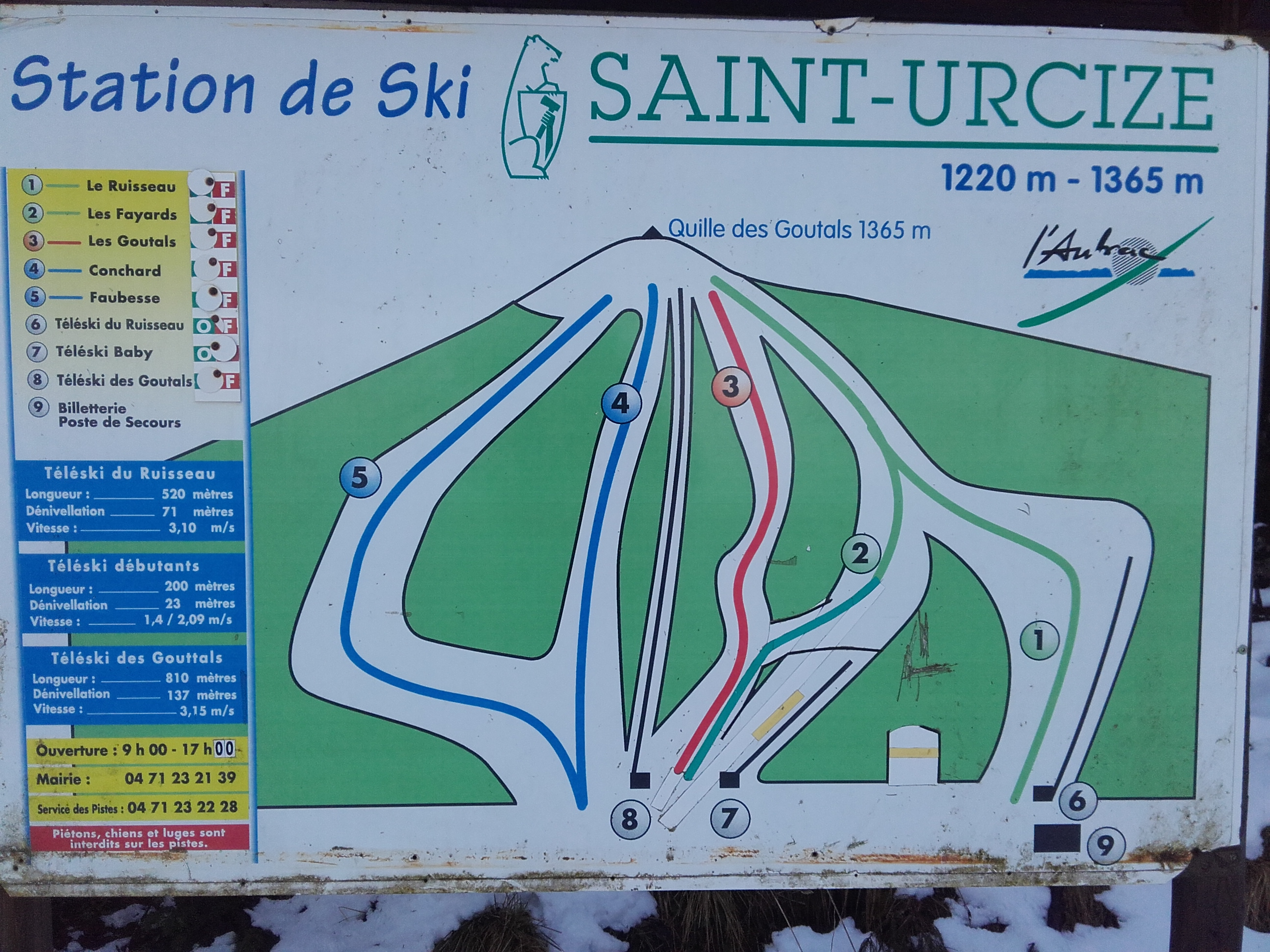
Plan de la station de ski alpin.

Les deux principaux téléskis, construits en 1973, sont complétés par un court téléski pour débutants depuis 1987.
Le site se compose de 35 km de pistes de ski de fond, damées et balisées, de six pistes de ski alpin, des itinéraires pour la pratique du traîneau à chien, de 4 sentiers de raquettes, d'un espace luge.
La location de ski alpin, de ski de fond et de raquettes est possible sur place.
Sans canons à neige et à une altitude relativement faible, la station à caractère familial est entièrement tributaire de l'enneigement naturel. Cela explique que la saison y est relativement courte.
Pour le ski nordique, la station fait partie de l'Espace Aubrac avec quatre autres stations proches.